# Денніс Лігейн
Де́нніс Ліге́йн (англ. Dennis Lehane; нар. 4 серпня, 1965; Дорчестер, Бостон, Массачусетс, США) — американський письменник детективного жанру, автор популярних кримінальних романів. Деякі з його романів, як-от «Ковток напередодні битви» (A Drink Before the War) та «Таємнича річка» (Mystic River), який увійшов до списку бестселерів «Нью-Йорк Таймс» та був екранізований, згодом отримавши премію «Оскар». Вони отримали престижні літературні премії. Ще один роман, «Бувай, дитинко, бувай», був також адаптований у однойменний фільм, який номінувався на премію «Оскар». Роман «Острів проклятих» був адаптований у 2010 році у однойменний фільм режисером Мартіном Скорсезе.

## Біографія
Народився і виріс у районі Дорчестер (Dorchester) у Бостоні, штат Массачусетс. Більшу частину свого життя він прожив у Бостоні, де проходить дія багатьох його книг, але зараз мешкає у південній Каліфорнії. Проводив літо на пляжі Філдстон у Маршфілді. Денніс — найолодший з п'яти дітей. Його батько був майстром у Sears & Roebuck, а мати працювала в їдальні бостонської школи. Обоє його батьків емігрували з Ірландії. Лігейн закінчив Еккерд-коледж у Сент-Пітербурзі, Флорида.
Лігейн закінчив Флоридський міжнародний університет у Маямі, штат Флорида. Його брат, Джеррі Лігейн, який на два з половиною роки старший за Денніса, навчався в Trinity Repertory Company у Провіденсі та став актором у Нью-Йорку в 1990 році.
Денніс Лігейн нині у шлюбі з Чізою. Від першого шлюбу в нього двоє дітей.

## Літературна кар'єра
Перший роман Лігейна, «Ковток напередодні битви» (1994) вперше представив персонажів Патріка Кензі та Анжелу Дженнаро, які стали героями подальшої серії романів, отримав премію Шамус у 1995 році в номінації «Найкращий перший роман».
Як повідомляється, Лігейн ніколи не хотів написати сценарії для фільмів [за його власними книгами], тому що він каже, що «не має бажання оперувати свою власну дитину».
Перша п'єса Лігейна, «Коронадо», дебютувала в Нью-Йорку в грудні 2005 року в постановці «Invisible City Theatre Company». Регіональна прем'єра п'єси відбулася на сцені в Сент-Пітерсберзі в квітні 2006 року, а прем'єра на Середньому Заході відбулася восени 2007 року в «Steep Theatre Company» в Чикаго. «Коронадо» базується на оповіданні Лігейна «До Гвен», яке спочатку було опубліковано в The Atlantic Monthly і було обрано до збірки найкращих американських і найкращих детективних оповідань 2005 року.
Лігейн описав роботу над своїм історичним романом «Даний день» як «п'яти- або шестирічний проект». роман починається в 1918 році і охоплює поліцейський страйк 1919 року в Бостоні та його наслідки. За словами Лігейна, «страйк змінив усе. Він мав великий вплив на профспілковий рух, і слідом за ним прийшов заборона, а потім Келвін Кулідж, який пообіцяв розбити профспілки. Це все пов'язано з тим, що відбувається зараз». Хоча епічний роман Лігейна зосереджений на поліцейському страйку в Бостоні 1919 року, він містить національний розмах і може бути першим із трилогії чи, можливо, серії з чотирьох книг. Лігейн назвав роман своїм «великим білим китом» і сказав, що коли він нарешті закінчить його, він «або напише продовження, або відпочине від копів і повернеться до Патріка та Енджі». Роман був опублікований у жовтні 2008 р.
У 2010 році Лігейн опублікував «Місячну милю», шосту книгу в серії про Патріка Кензі та Анджелу Дженнаро, яка вийшла через 11 років після п'ятої.
У грудні 2011 року мер Томас Меніно призначив Лігейна до опікунської ради Бостонської публічної бібліотеки.
Американський письменник Ричард Руссо написав про творчість Лігейна: 
| Подумайте про всіх своїх улюблених авторів-крутих людей (Дешилл Гемметт? Реймонд Чендлер? Росс Макдональд? Роберт Паркер?) та їхніх героїв-крутих хлопців (Спейд? Марлоу? Лью Арчер? Спенсер?). Жоден із них не зміг би в чесному бою здолати Мері Пет Лігейна, і вони не протрималися б і дня в його південній країні.[6] |

## Викладацька кар'єра
З того часу, як Лігейн мав літературний успіх, він викладав у кількох коледжах написання художньої літератури. Є членом ради директорів Програми MFA Solstice Low-Residency в коледжі Пайн Манор (Pine Manor College) у Честнат-Гіллі, штат Массачусетс.
У травні 2005 року Лігейн здобув ступінь почесного доктора гуманітарної літератури Еккерд-коледжі і був призначений до опікунської ради цього коледжу у тому ж році. С того часу він тимчасово проживав у Сент-Пітерсберзі, штат Флорида, і викладає як постійний письменник в Еккерд-коледжі (зазвичай протягом весняного семестру), де він також головує у конференції «Письменники в раю» кожного січня.

## У кінематографі
Лігейн приєднався до сценаристів третього сезону драматичного серіалу HBO «Дроти» у 2004 році. Він написав сценарій для епізоду «Мертві солдати» за оповіданням творця серіалу та виконавчого продюсера Девіда Саймона. Лігейн знявся в епізоді «Середня земля» третього сезону серіалу у ролі Саллівана, офіцера, відповідального за спеціальне обладнання. Лігейн зазначив, що він був вражений тим, що творці серіалу Девід Саймон і Ед Бернс мають таке чудове сприйняття автентичного вуличного сленгу. Письменник повернувся як сценарист четвертого сезону серіалу у 2006 році й написав сценарій для епізоду «Біженці» за оповіданням, яке він створив разом із продюсером Едом Бернсом. Лігейн і сценаристи за роботу над четвертим сезоном отримали премію Гільдії сценаристів Америки за найкращий драматичний серіал на церемонії в лютому 2008 року та премію Едгара 2007 року за найкращий телевізійний повнометражний фільм/мінісеріал. Лігейн працював у п'ятому й останньому сезоні в 2008 році, зокрема сценаристом епізоду «Пояснення».
Він був виконавчим продюсером фільму «Острів проклятих», знятого за його романом.
27 листопада 2012 року газета The Boston Herald повідомила, що Лігейн приєднується до сценаристів HBO «Підпільна імперія» як сценарист і творчий консультант, написав сценарій до епізоду «Відставка» (Resignation) 4-го сезону.
У 2013 році Лехейн уклав контракт на написання сценарію «Шовковий шлях» про чорний онлайн-ринок. Того ж року його доручили адаптувати сценарій для римейку визнаного критиками французького фільму «Пророк», тюремної драми.
У 2014 році був сценаристом фільму «Брудні гроші» на основі його оповідання «Порятунок тварин».

## Твори

### Серія Кензі-Дженнаро
- «Ковток напередодні битви» (A Drink Before the War[en]) (1994) (отримав премію Шамус)
- «Пітьма, візьми мою руку» (Darkness, Take My Hand[en]) (1996)
- «Святиня» (Sacred[en]) (1997) (отримав премію Ніро)
- «Бувай, дитинко, бувай» (
Gone, Baby, Gone[en]) (1998) (отримав премію Діліс)
- «Ті, що моляться про дощ» (Prayers for Rain[en]) (1999)
- «Миля місячного сяйва» (Moonlight Mile[en]) (2010)

### Серія Кафліна
- «Даний день» (The Given Day[en]) (2008)
- «Жити вночі» (Live by Night[en]) (2012) (отримав премію Едгара По)
- «Світ, який минув» (World Gone By[en]) (2015)

### Інші твори
- «Містична річка» (Mystic River[en]; 2001) (отримав премії Ентоні, Діліс)
- «Острів проклятих» (Shutter Island[en]; 2003)
- «Коронадо» (Coronado: Stories; 2006) (збірка оповідань)
- «Крапля» (The Drop[en]; 2014)
- «Оскільки ми впали» (Since We Fell[en]; 2017);
- «Маленькі милосердя» (Small Mercies[en]; 2023) (отримав премію Гран-прі поліцейської літератури)

### Оповідання
- «До Гвен» (Until Gwen; 2004)
- «Порятунок тварин» (Animal Rescue; 2009)
- «Червоне око»(Red Eye, 2014) (написаний у співавторстві з Майклом Коннеллі; історія Гаррі Боша з Патріком Кензі)

## Переклади українською мовою
- «Містична річка». Видавництво «Клуб сімейного дозвілля». 2017. — С. 448. ISBN 978-617-12-2261-8[7]

## Фільмографія
- Таємнича річка (Mystic River; 2003) — кінофільм за його романом.
- Дроти (The Wire; серіал; 2002) — сценарист
  - Епізод 3.03 «Мертві солдати» (Dead Soldiers; 2004) — сюжет і сценарій[8]
  - Епізод 4.04 «Біженці» (Refugees; 2006) — сюжет і сценарій[9]
  - Епізод 5.08 «Пояснення» (Clarifications; 2008) — сюжет і сценарій[10];* Бувай, дитинко, бувай (Gone, Baby, Gone; 2007) — кінофільм на основі його роману.
- Острів проклятих (Shutter Island; 2010) — кінотрилер за його романом, виконавчий продюсер.
- Касл (Castle; серіал; 2009) — актор
  - Епізод 3.21 «Смертельний басейн (The Dead Pool; 2011)».
- Підпільна імперія (Boardwalk Empire; 2013) — автор; креативний консультант
  - Епізод 4.02 «Відставка» (Resignation; 2013)
- Брудні гроші (2014) — сценарист за власним оповіданням «Порятунок тварин».
- «Закон ночі» — кінофільм на основі його роману «Жити вночі» (World Gone By[en]), зрежисований Беном Аффлеком, який також був сценаристом і виконав головну роль.
- Містер Мерседес(інші мови) (2017) — автор, консультант-продюсер.
  - Епізод 1.04 «Боги, які впали» (Gods Who Fall) (2017)
  - Епізод 1.06 «Люди під дощем» (People in the Rain) (2017)
  - Епізод 1.07 «Вербове озеро» (Willow Lake) (2017)
  - Епізод 1.10 «Бла-бла куряча вечеря» (Jibber-Jibber Chicken Dinner) (2017)

## Нагороди
| Рік  | Нагорода                                    | Категорія                            | Результат | Праця            |
| ---- | ------------------------------------------- | ------------------------------------ | --------- | ---------------- |
| 1998 | Премія Ніро                                 | За досконалість у детективному жанрі | Номінація | Святиня (Sacred) |
| 2009 | Нагорода Американської Гільдії Письменників | Видатний драматичний серіал          | Номінація | Дріт (сезон 5)   |
| 2008 | Нагорода Американської Гільдії Письменників | Видатний драматичний серіал          | Перемога  | Дріт (сезон 4)   |
| 2007 | Премія Едгара Алана По                      | Найкращий теле-сценарій              | Перемога  | Дріт (сезон 4)   |